# Station Brussel-Groendreef

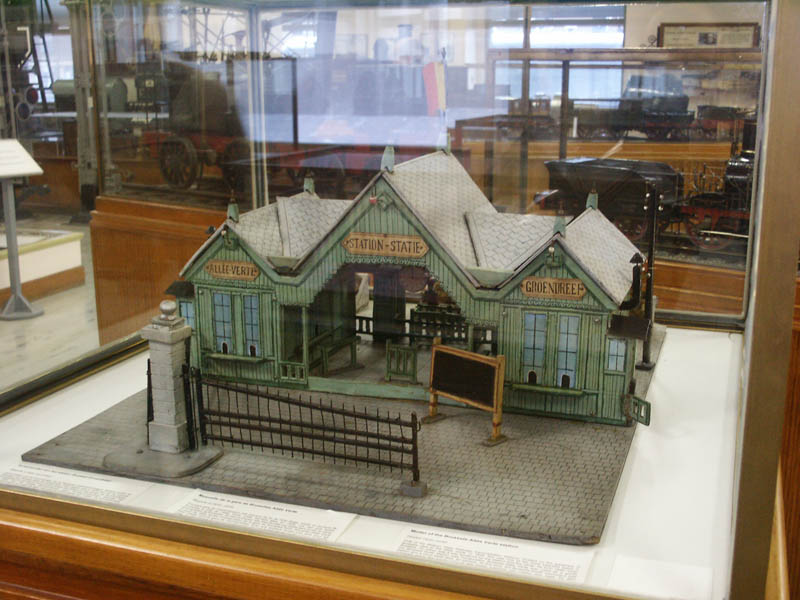
Maquette van het station in het voormalige spoorwegmuseum van Brussel-Noord

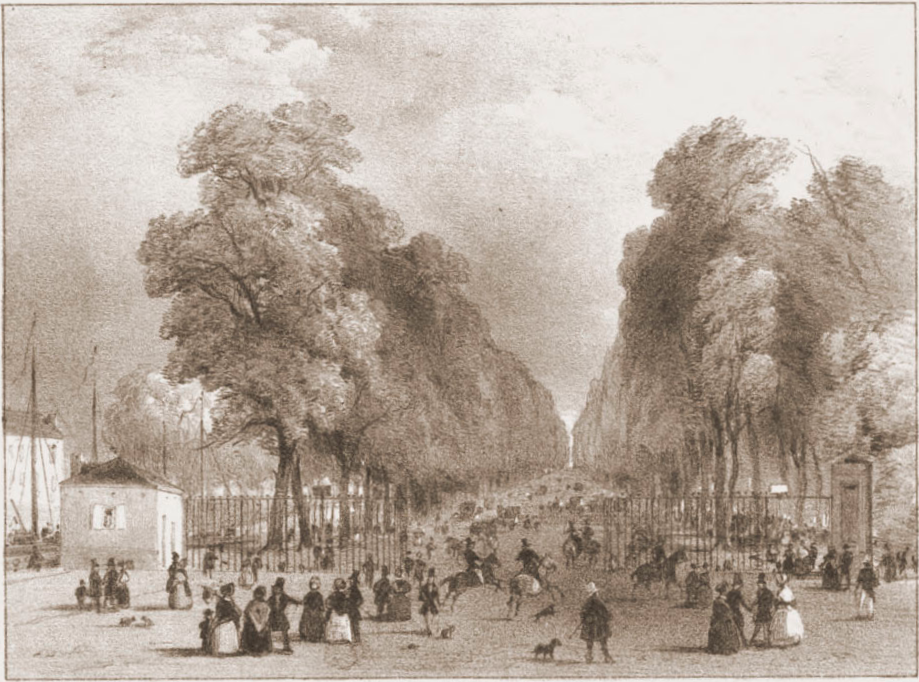
De Brusselse Groendreef aan de Willebroekse Vaart voor de komst van het station

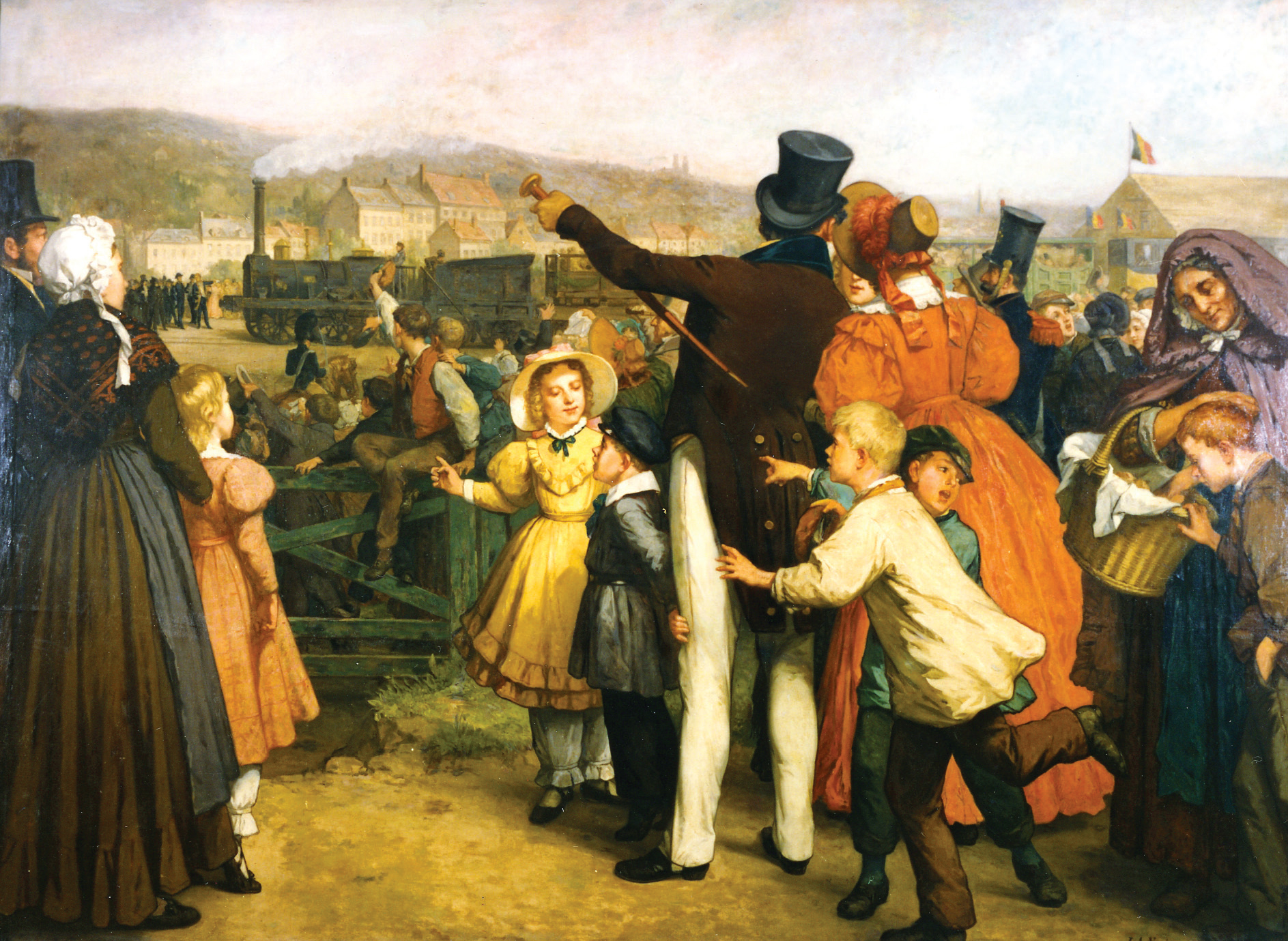
Vertrek van de Pijl op 5 mei 1835 (Jan Antoon Neuhuys, 1885). Op de achtergrond is het station te zien

Station Brussel-Groendreef (Frans: Bruxelles-Allée-Verte) in België was het eerste Europese station buiten Groot-Brittannië. Vandaar vertrok de eerste publieke spoorlijn op het Europese vasteland (Brussel-Mechelen).

## Stationsgebouw
Men koos ervoor om het station te bouwen aan de oevers van de Willebroekse Vaart in Brussel, aan een weg genaamd de Groendreef. Voor de Brusselaars was dit destijds een zeer populair wandelpad en het verleende dan ook haar naam aan het nieuwe stationsgebouw. Brussel-Groendreef was een kopstation met drie sporen. Op de dag van eerste Belgische treinrit stond op elk van deze sporen een trein klaar. Het gebouw zelf was echter nog relatief bescheiden houten lokaal met een loket en een cabine voor de kaartjesknipper.

## Eerste treinrit
Vooraf had het Belgisch Staatsblad een zorg weggenomen: "Tijdens proefnemingen waarbij een snelheid van 37 kilometer per uur bereikt werd, kon worden vastgesteld dat de ademhaling zelfs tegen zo'n snelheid niet gehinderd wordt." Toch was niet iedereen er gerust in. Een grote massa was op 5 mei 1835 komen opdagen om er getuige van te zijn hoe drie treinen zich in beweging zetten. De Pijl trok zeven overdekte en niet-overdekte bankwagens, de Stephenson sleepte drie bankwagens en vier "diligences" of "berlines", en de krachtige Olifant had zestien open bankwagens in zijn zog. Alles samen vervoerden ze ongeveer 900 genodigden naar Mechelen. Een geroerde George Stephenson, de Engelse uitvinder, was ook van de partij. Koning Leopold I was aanwezig maar reed niet mee.
De 22 km lange rit door de Zennevallei duurde resp. 45, 50 en 55 minuten. Bij de terugrit werden de dertig wagons gegroepeerd om één konvooi te vormen dat door de Olifant gesleept werd. Hij was eerst nog naar Vilvoorde moeten sporen om water in te slaan. De menigte begon tekenen van ongerustheid te vertonen en reageerde juichend toen zijn gefluit hoorbaar werd. Passagier Victor Hugo had genoten van de ervaring: "Het graan op de akkers lijkt een wuivende, gouden haardos," schreef hij later. Er ontstond enige legendevorming rond de rit: de koning zou in Vilvoorde incognito zijn opgestapt, beschonken passagiers zouden - het wachten moe - te voet naar Brussel zijn teruggekeerd, enz.
's Anderendaags stroomden in het station de gegadigden toe voor een retourritje naar Mechelen. Er was een speciale omnibusdienst ingelegd naar het station. 150.000 toeristen zouden in de daarop volgende maanden de trein nemen. Tickets werden onder tafel doorverkocht en de prijzen vlogen de pan uit.

## Na de eerste ritten
Door het enorme succes van de spoorwegen bleek het kleine houten stationnetje snel verzadigd. Een uitbreiding lag niet binnen de mogelijkheden gezien hiervoor kostbare onteigeningen noodzakelijk waren. Verderop aan het Rogierplein werd vanaf 28 september 1841 een nieuw station opgetrokken, het toenmalige Kruidtuinstation (later herbouwd als station Brussel-Noord).
Brussel-Groendreef zelf werd doorheen de jaren meer en meer een goederenstation. De Duitse bezetter gebruikte het in de Eerste Wereldoorlog als sporenbundel voor munitietreinen. Na de Grote oorlog werd Brussel Groendreef een verlengde van het Brusselse noordstation, waardoor er opnieuw passagierstreinen binnenliepen. Voornamelijk ging het hier om werkliedentreinen uit Zottegem.. Het station ontving hierdoor dagelijks weer zo'n 5000 pendelaars.

## Einde

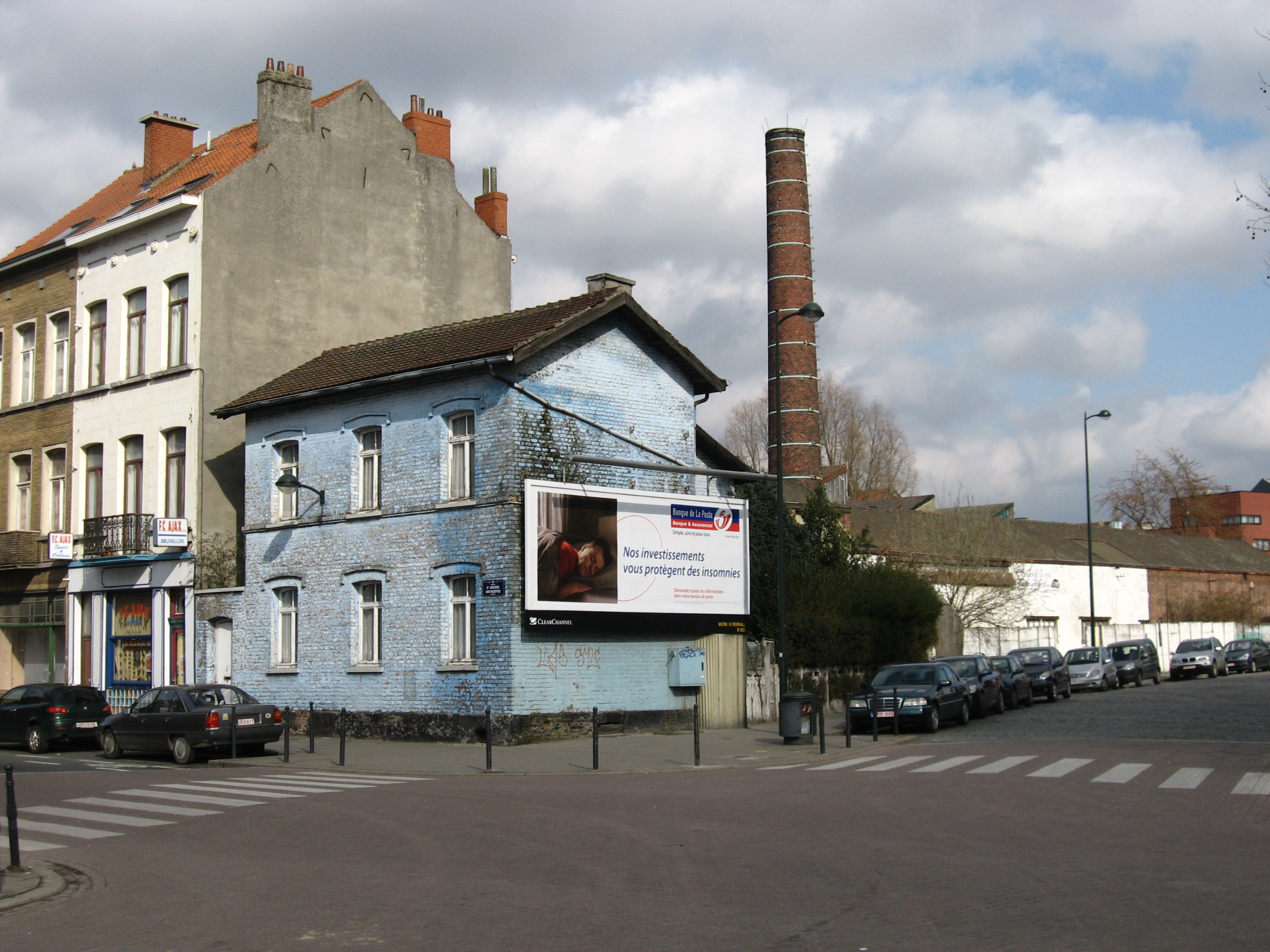
Vroegere wachtershuis bij de spooroverweg op de aansluitlijn naar Groendreef

Op 16 januari 1954 verliet omstreeks 16 uur de allerlaatste trein het stationsemplacement. In 1835 waren duizenden mensen getuige van het vertrek van de eerste trein uit dit station. In 1954 waren slechts de toenmalige haltechef en diens chef, de stationschef van Brussel-Noord, getuige van het vertrek van de laatste. Om middernacht sloot station Brussel-Groendreef na bijna 120 jaar dienst officieel. Enkele jaren na de uitdienstname werd het emplacement opgebroken. Het maakte plaats voor de nieuwe Helihaven van Brussel. Anno 2021 bevindt het Maximiliaanpark zich op de voormalige locatie van het station.